# Kammarjungfru

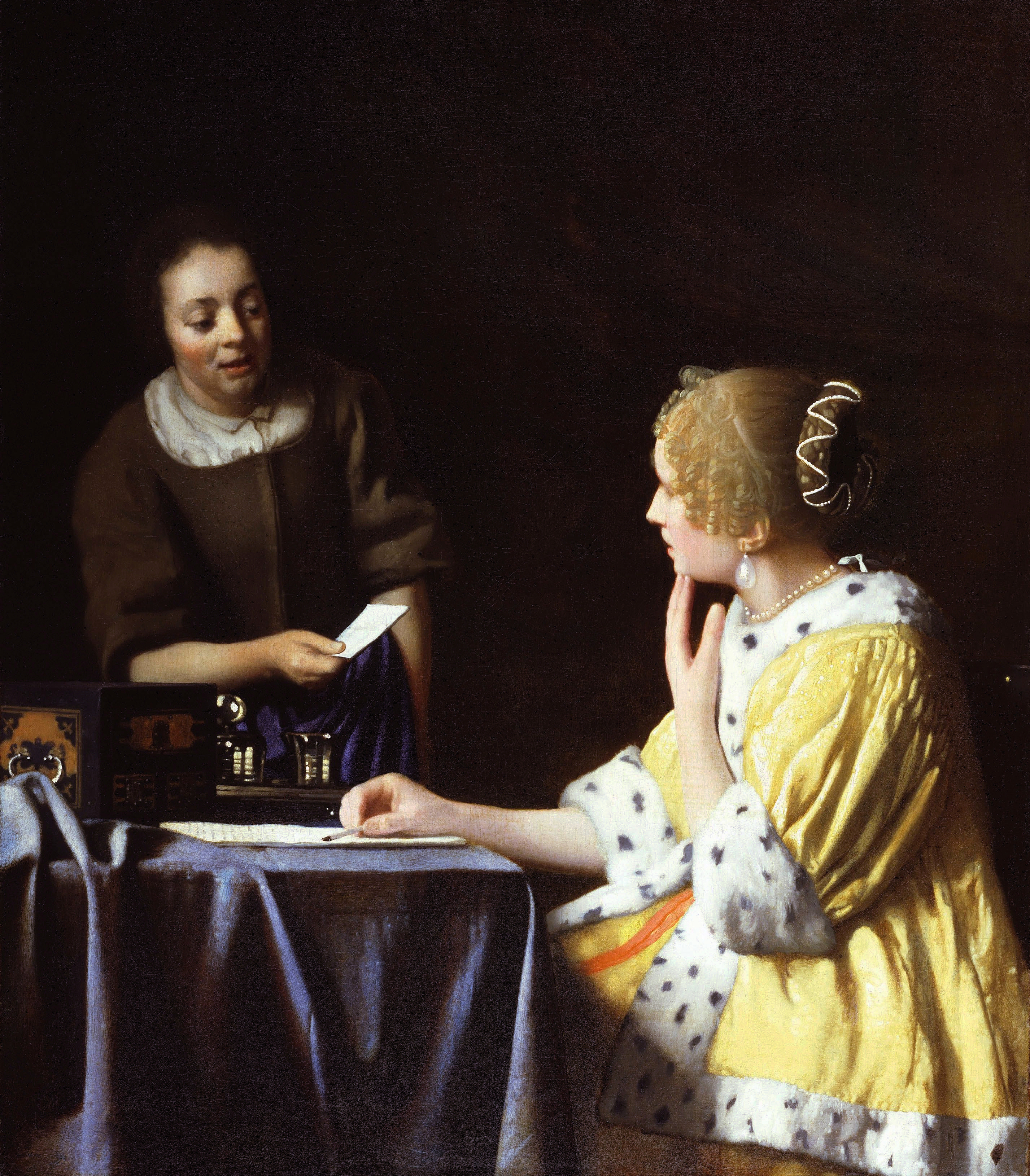
Kammarjungfru och hennes arbetsgivare.

Kammarjungfru, kammarflicka eller kammarpiga är en flicka eller kvinna anställd för att betjäna en dam och hjälpa till med till exempel kläder och skönhetsvård. Numera är denna kategori av husligt anställda mycket ovanlig, men förr i tiden var de en självklarhet i ett hushåll i Europas överklass, och förekom även ofta inom medelklassen. 

## Historik
Kammarjungfrur var förr en självklar del i ett förmöget hushålls tjänarstab i nästan hela Europa. En kammarjungfru hade hög rang i hierarkin och stod högst av de kvinnliga tjänarna förutom husmamsell.
Hon skötte, tvättade, lagade och sydde om sin matmors garderob och gjorde inköp åt denna. Hon skötte också matmors kroppsvård och skönhetsvård, tvättade, kammade och friserade henne. I Sverige kunde en kammarjungfru också ta emot och annonsera gäster, något som i andra länder ofta var en betjänts uppgift.
En kvinna fick som regel inte en egen kammarjungfru förrän hon gifte sig: innan dess betjänades hon först av en barnpiga och efter konfirmationen av en så kallad frökenpiga med ungefär samma uppgifter.
Kammarjungfrur fick förr som regel sin plats med hjälp av kontakter och rekommendationer, men även annonsering förekom: av en kammarjungfru krävdes kunskap inom klädvård, frisering och även gärna franska och övriga kunskaper hennes arbetsgivare hade. Liksom övriga tjänare hade de inga andra förmåner än vad arbetsgivaren önskade ge dem, men sedvanan gav en kammarjungfru en mer privilegierad ställning än övriga tjänare, och liksom för andra "trotjänare", sågs det som en skyldighet att en gammal kammarjungfru som inte längre kunde arbeta blev omhändertagen av sina förra arbetsgivare, och hon bodde då ofta kvar i deras hus utan att behöva göra mer än att assistera med de arbetsuppgifter hon hade lust till.

## Nutid
Kammarjungfru är i nutida Sverige en yrkesbeteckning vid Kungliga Hovstaterna. I kammarjungfruns arbetsuppgifter ingår att sköta drottningens och kronprinsessans garderober.

## Exempel
- Bertha Zück
- Maria Perekusichina
- Juliana Schierberg
- Ingrid Maria Wenner
- Nicole du Hausset
- Anna Demidova